# Nova (foguete)

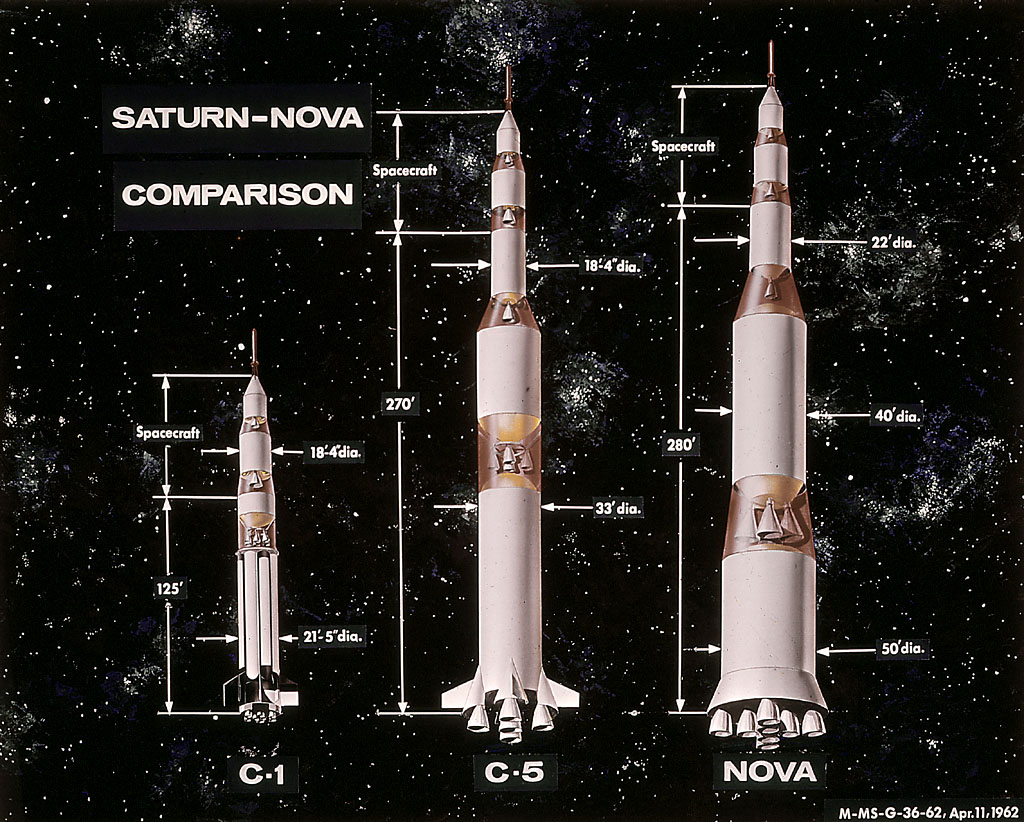
Alguns diagramas de foguetes estadunidenses, em gravura de abril de 1962. Da [esquerda para a direita]: o foguete Saturno I, o Saturn V e um dos projetos propostos para o "Nova C8".

Nova foi uma série proposta de design de foguetes espaciais, originalmente como um dos grandes lançadores que a NASA planejava colocar em operação tão logo o Saturno V deixasse de ser utilizado. Os foguetes do tipo Nova, tal como planejado, seriam ainda maiores e mais poderosos que o Saturno V. Os projetos do Nova apresentaram diversos conceitos de foguetes, todos eles maiores que o Saturn V, ainda que se espelhando neste veículo, em termos de conceitos básicos, potência, dimensões e funções. As diferenças seriam pequenas, mas práticas, e o Saturno foi selecionado para ser usado no âmbito do Projeto Apollo, em parte justamente porque a partir dele poder-se-iam derivar outros projetos.
Durante uma série de estudos a respeito de missões a ser realizadas após o Projeto Apollo, ainda na década de 1960, surgiram considerações sobre a possibilidade de realização de missões tripuladas a Marte, algo que revelou prontamente a necessidade de foguete maiores e mais potentes que o Saturno V, então utilizado pelos estadunidenses, bem como uma nova série de designs. Vários projetos foram então propostos, todos eles sob o nome de Nova. Os foguetes designados sob este nome teriam, em seu primeiro estágio, nada menos que oito a dez motores do tipo Rocketdyne F-1. Estes motores, posteriormente, também poderiam ser utilizados no foguete Saturn MLV, um dos projetos propostos para ser construído após o fim do Projeto Apollo; este projeto, contudo, terminou cancelado. Durante um curto período, a NASA falou também em uma versão ainda mais poderosa, chamada de Supernova. Habitualmente, a imagem do foguete Nova C8 é utilizada para representar toda a série de foguetes Nova. Muitas referências ao Nova focam justamente nesta versão. As duas séries de design foram essencialmente separadas, mas mantiveram o mesmo nome. Desta forma, o nome "Nova" não se refere a um foguete específico, mas a qualquer grande foguete, maior que o Saturno V, que viesse a ser desenvolvido após este. Esperava-se que o foguete Nova viesse a ser capaz de desenvolver uma força entre 10 a 20 milhões de libras de potência.

## Foguetes lunares
A primeira série de veículos Nova foi projetada pela NASA ainda em 1958. Este projeto focou em vários padrões de design, o menor deles tendo quatro motores do tipo F-1 no primeiro estágio e um J-2 no estágio superior. Este projeto foi planejado para enviar 24 toneladas em uma trajetória de injeção lunar. Tais designs foram apresentados ao presidente Dwight D. Eisenhower, em 27 de janeiro de 1959.
Os projetos do foguete Nova foram criados não apenas para que tais lançadores fossem usados em missões lunares, mas possivelmente, também, para o envio de humanos a Marte. A Força Aérea dos Estados Unidos estava, na época, definindo os rumos de seu Projeto Lunex (que visava enviar humanos à Lua antes do Projeto Apollo), de modo que havia planos de se construir um gigantesco foguete, maior que o Saturno V e ainda que fizesse uso de propulsores laterais, movidos a combustível sólido (talvez nitroglicerina ou nitrocelulose). no primeiro estágio, com hidrogênio líquido sendo utilizado nos motores do próprio foguete em si, motores estes que seriam modelos J-2 ou Aerojet M-1. Enquanto isso, o Arsenal Redstone, das Forças Armadas dos Estados Unidos, que tinha em suas fileiras Wernher von Braun, estava desenvolvendo o design de um foguete de nome Juno V, na mesma linha do PGM-19 Jupiter e do PGM-11 Redstone, que teria motores já utilizados no HGM-25A Titan I, em seu segundo estágio.